# Мусаси (1940)
Мусаси (яп. 武蔵) — второй линкор в серии типа «Ямато» японского императорского флота времён Второй мировой войны. Флагман Объединённого флота Японии. Получил название в честь древней японской провинции Мусаси. «Мусаси» и однотипный ему «Ямато» были самыми крупными и самыми мощными линейными кораблями в мире, имели водоизмещение 74 000 тонн, главный калибр орудий — 460 мм.

## Строительство

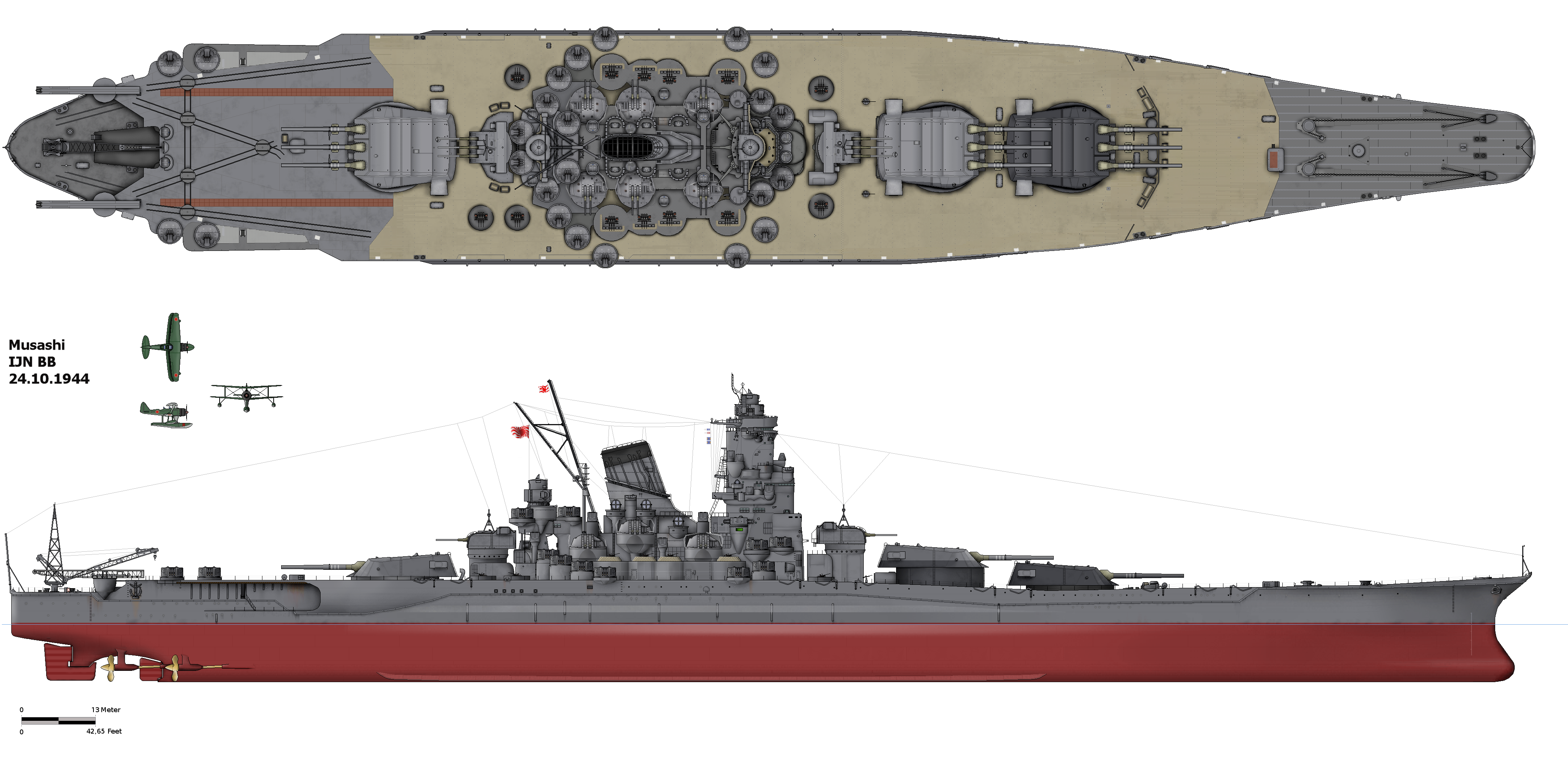
"Мусаси" в 1944 г.

«Мусаси» был заложен 29 марта 1938 года, спущен на воду 1 ноября 1940 года, и вступил в строй в августе 1942 года.

## Служба
До конца 1942 года линкор проходил испытания, дооборудование и боевую подготовку в японских водах. 22 января 1943 года он прибыл на Трук и стал новым флагманом Объединённого флота. В мае 1943 года был включен в состав соединения, предназначенного для срыва Алеутской десантной операции флота США, но японцы промедлили с развёртыванием своих сил, и операцию пришлось отменить.
29 марта 1944 года «Мусаси» вышел из бухты Трука, чтобы уйти от ожидавшейся атаки американской палубной авиации, но в море был атакован подлодкой США «Танни» (англ. Tunny) и получил попадание торпеды в носовую часть. Было принято 3000 тонн воды, потери составили 18 человек. Ремонт проводился в Куре до конца апреля. 19—23 июня «Мусаси» вместе с «Ямато» участвовал в сражении в Филиппинском море, но не добился никаких результатов.

## Гибель
В октябре 1944 года японские суперлинкоры были наконец брошены в серьёзный бой. Американцы начали высадку на Филиппины и в случае успеха операции могли разрушить японский оборонительный периметр и отрезать Японию от основных источников сырья и нефти. Ставка была слишком высока, и японское командование приняло решение о проведении генерального сражения. Составленный им план «Се-Го» («Победа») являлся незаурядным достижением оперативного искусства. Поскольку авианосные силы Императорского флота пришли к тому времени в упадок, главная роль отводилась крупным артиллерийским кораблям.
Северная группа, включавшая немногие уцелевшие авианосцы, должна была сыграть роль приманки для 38-го оперативного соединения — главной ударной силы американского флота. Основной удар по десантным судам должно было нанести 1-е диверсионное соединение вице-адмирала Куриты. В его состав входили 5 линкоров, включая «Ямато» и «Мусаси», 10 тяжёлых и 2 лёгких крейсера, 15 эсминцев. Соединение должно было ночью преодолеть пролив Сан-Бернардино и утром атаковать десантные суда у острова Лейте. Поддержку ему оказывало меньшее по силам 2-е диверсионное соединение вице-адмирала Нисимуры, следовавшее проливом Суригао.

### Бой в море Сибуян

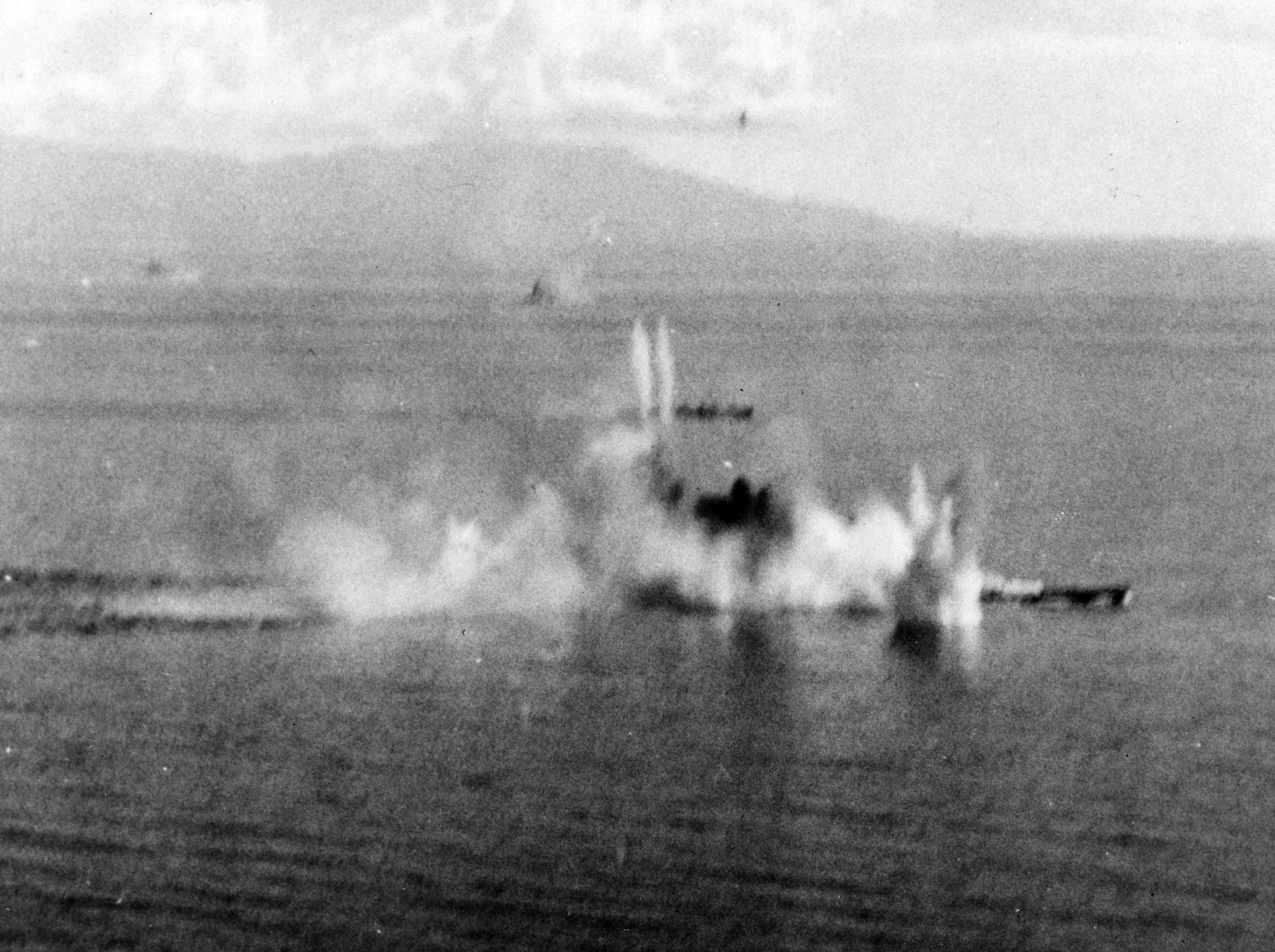
«Мусаси» под американскими бомбами. Море Сибуян, 24 октября 1944 г.

22 октября 1-е диверсионное соединение вышло в море и уже на следующий день было атаковано американскими подлодками, потопившими два тяжёлых крейсера. Утром 24 октября, когда соединение Куриты находилось в море Сибуян, начались массированные атаки американской палубной авиации. В силу случайных совпадений основные удары американцев были нацелены на «Мусаси». В течение первых трёх часов линкор получил не менее трёх торпедных и ряд бомбовых попаданий. Крен удалось выправить контрзатоплением, но корабль уже принял слишком много воды, имел большой дифферент на нос. Одно из трёх турбинных отделений было заполнено водой, турбина остановлена. Корабль потерял скорость до 22 узлов. В дальнейшем, торпедным попаданием были настолько разворочены були по левому борту, что создавали мощный бурун воды, что ещё больше снизило скорость. Американские самолеты смогли совершить повторные вылеты после заправки и пополнения боезапаса на авианосцах, и следующими торпедными атаками было выведено из строя второе турбинное отделение — на этот раз по правому борту. Скорость упала до 15 узлов, а нос линкора осел в воду до 7 метров. Соединение Куриты, чтобы не бросать линкор, снизило ход до 22 узлов и начало описывать манёвры уклонения, чтобы хоть как-то сохранить дистанцию с отстающим линкором. В итоге после 15 часов линкор вновь подвергся мощным атакам торпедоносцев и пикирующих бомбардировщиков и получил множество торпедных и бомбовых попаданий. Командир корабля контр-адмирал Иногути получил тяжелое ранение осколком разорвавшейся на крыше башни ГК бомбы, но сохранил сознание. Хотя после 16 часов атаки закончились, затопление внутренних помещений линкора вышло из-под контроля. Вице-адмирал Курита, видя отчаянное положение «Мусаси», приказал ему выброситься на берег. Но выполнить приказ не удалось — в 19:36 линкор перевернулся и затонул. Всего «Мусаси» получил попадания 11-19 торпед и 10-17 авиабомб. Погибло 1023 члена экипажа, включая его командира контр-адмирала Иногути, который предпочёл погибнуть вместе со своим кораблём, заперевшись в собственной каюте. После погружения линкора на кораблях сопровождения слышали два мощных подводных взрыва. Потери американцев составили 18 самолётов из 259 участвовавших в атаках.
Однотипный «Ямато» также подвергся бомбардировке и получил несколько бомбовых попаданий, однако они не были эффективными и не повлияли на боеспособность и ходовые качества корабля.
Во время атаки на линкор для обороны применялись специальные шрапнельные зенитные снаряды ГК калибра 460 мм, однако их огонь не был эффективен.

## Командиры линкора
- 05.08.1942 — 09.06.1943 — капитан I ранга (с 01.11.1942 — контр-адмирал) Каору Арима.
- 09.06.1943 — 07.12.1943 — капитан I ранга (с 01.11.1943 — контр-адмирал) Кэйдзо Комура.
- 07.12.1943 — 12.08.1944 — капитан I ранга (с 01.05.1944 — контр-адмирал) Бундзи Асакура.
- 12.08.1944 — 24.10.1944 — контр-адмирал Тосихиро Иногути.

## Обнаружение
Затонувший линкор был обнаружен 2 марта 2015 года, о чём 4 марта того же года сообщил на своей странице в Twitter Пол Аллен. Обломки корабля были обнаружены экспедицией, организованной на средства Пола Аллена и базировавшейся на принадлежащем ему научно-исследовательском судне Octopus (исследования с целью обнаружить затонувший линкор были начаты ещё в 2007 году). Останки линкора находятся на глубине около 1000 метров в море Сибуян вблизи Висайских островов Филиппинского архипелага (13°6'58"N 122°31'57"E). Обследование останков с помощью дистанционно управляемых устройств (Bluefin-12S Unmanned Underwater Vehicle) показало, что они представляют собой несколько крупных и множество мелких фрагментов (хотя корабль затонул целым, но, по всей видимости, уже после погружения произошла детонация, по крайней мере, одного из погребов орудий главного калибра). Носовая часть корпуса (вплоть до барбета передней башни орудий главного калибра) лежит на ровном киле и полностью отделена от лежащей на дне вверх килем основной части корпуса. Передняя надстройка и дымовая труба лежат отдельно. На сайте Пола Аллена есть видеозапись, в которой показаны основные события  экспедиции по обнаружению останков корабля.
После сообщений об обнаружении останков, власти Филиппин заявили, что они не были заранее проинформированы как о проводимых экспедицией Пола Аллена поисковых работах, так и вообще о присутствии судна Octopus в своих территориальных водах. Со стороны филиппинских властей Аллену были направлены претензии по поводу отсутствия каких-либо согласований и координации с ними организации и проведения поисковой экспедиции. 
Согласно филиппинским законам останки обнаруженного линкора “Musashi” являются археологическим памятником и подлежат охране (какая-либо деятельность на месте крушения без разрешения филиппинского правительства запрещена).